# Villery
Villery é uma comuna francesa na região administrativa de Grande Leste, no departamento de Aube. Estende-se por uma área de 3,59 km². Em 2010 a comuna tinha 276 habitantes (densidade: 76,9 hab./km²).